# 변호인 (영화)
《변호인》(한국 한자: 辯護人, 영어: The Attorney)은 대한민국의 영화이자 천만 관객 돌파 영화로 2013년 12월 18일 개봉하였다. 제16대 대통령 노무현이 변호사 시절 맡았던 부림 사건을 배경으로 한 작품이다. 웹툰작가로 활동 하던 양우석 감독의 첫 감독 영화이다. 2014년에 열린 제35회 청룡영화상 시상식에서 최우수작품상을 수상하였다.

## 줄거리
세금전문변호사로 승승장구하던 송우석은 부산 학림사건 변호를 통해 인권 변호사가 됐고 공안사건과 노동쟁의 변호사로 활동을 시작한다. 처음엔 소시민적인 데다 속물적인 모습을 보여 운동권 학생들을 '공부하기 싫어서 데모하는 것'이라고 비난했다. 그러던 어느날, 자주 가는 단골 국밥집 최순애가 찾아오더니 자신의 아들 박진우가 한 달 동안이나 행방불명 된 것도 모자라 국보법위반 혐의로 체포되어 재판을 받게 됐다고 한다. 그래서 구치소에 찾아갔는데 법을 앞세워 면회를 허가해주지 않는다며 같이 가달라고 부탁했다. 이때 우석은 선약이 있었던지라 선약부터 해결한 다음 들어주겠다고 했다. 순애의 애원을 외면하지 못하고 다음 날 그녀와 같이 진우 면회를 간다. 
그런데 접견실에 나타난 진우의 상태는 어딘가 이상했다. 정신나간 사람처럼 똑같은 말만 되풀이하는가 하면 등에는 시커먼 멍자국이 가득한 것이었다 이를 본 순애는 교도관이 진우를 때렸다고 생각해 그와 멱살잡이를 시작했고 우석 또한 단박에 그가 심한 구타를 당했다는 걸 눈치챘고 누가 때린 거냐고 물었다. 하지만 교도관들이 들어오더니 순애와 우석으로부터 진우를 떼어내 강제로 끌고가버렸다. 이후 단단히 충격을 받은 우석은 자신이 진우의 담당 변호인이 되기로 결심했다. 그리고 재판을 하는 동안, 그간 속물적이고 소극적이었던 우석은 전과는 달라지기 시작했다.

## 캐스팅
- 송강호: 송우석 역
- 김영애: 최순애 역
- 오달수: 박동호 역 - 사무장
- 곽도원: 차동영 역 - 고문경찰
- 임시완: 박진우 역
- 송영창: 이석주 역 - 재판장
- 정원중: 김상필 역 - 변호사
- 조민기: 강형철 역 - 검사
- 이항나: 수경 역 - 송우석 아내
- 이성민: 이윤택 역 - 기자
- 차광수: 박병호 역 - 변호사
- 한기중: 이흥기 역 - 변호사
- 심희섭: 윤성두 중위 역
- 김동현: 철가방 역
- 조완기: 기웅 역
- 차은재: 미스문 역
- 최주희: 마담 역
- 주명철: 웨이터 역
- 조선묵: 치안감 역
- 유하복: 보안사 대령 역
- 김봉환: 검사장 역
- 지건우: 형사 1 역
- 최은석: 형사 2 역
- 최현: 형사 3 역
- 최정현: 형사 4 역
- 박상현: 잠복형사 역
- 신안진: 부산변호사 1 역
- 조기왕: 부산변호사 2 역
- 조유신: 부산변호사 3 역
- 이선희: 야학생 1 역
- 장리우: 야학생 2 역
- 정준원: 건우 역 - 송우석 아들
- 이현정: 연우 역 - 송우석 딸
- 이정은: 옛집주인 역
- 이진희: 방판아줌마 역
- 민경옥: 장모 역
- 박성근: 사법서사 1 역
- 신승용: 사법서사 2 역
- 김찬이: 동창 1 역
- 원호섭: 동창 2 역
- 성창호: 동창 3 역
- 윤탁: 김영한 역
- 한승도: 조세판사 역
- 조용준: 신생아 건우 역
- 정재민: 어린 진우 역
- 권오진: 십장 1 역
- 이설구: 십장 2 역
- 노영하: 포차할머니 역
- 장우진: 의뢰인 역
- 이해성: 중년 형사 역
- 김승태: 부산신보 정치부장 역
- 신욱: 강검 보좌관 역
- 황건: 유정혁 변호사 역
- 권영국: 판사 2 역
- 양명헌: 신 검사 역
- 정원조: 조사검사 역
- 윤준호: 접견교도관 1 역
- 이호원: 접견교도관 2 역
- 설창희: 기자 1 역
- 홍도성: 기자 2 역
- 김형석: 피고 1 역
- 김호진: 피고 2 역
- 양정인: 피고 3 역
- 이동현: 피고 4 역
- 이정건: 피고 5 역
- 최태환: 피고 6 역
- 김리후: 피고 7 역
- 육미옥: 피고가족 1 역
- 김호연: 피고가족 2 역
- 백성식: 피고가족 3 역
- 김선주 피고가족 4 역
- 김가영: 피고가족 5 역
- 이준기: 피고동기 1 역
- 이형은: 피고동기 2 역
- 김서영: 피고동기 3 역
- 오병남: 언론인 역
- 전광진: 법정경위 1 역
- 조현덕: 법정경위 2 역
- 김경인: 통역사 역
- 이상호: 윤재호 변호사 역
- 김성민: 탐문택시기사 역
- 류수영: 이창준 역(특별출연)
- 박수영: 엄태남 역(특별출연)

## 흥행
누적관객수 11,375,438명을 기록하며 역대 대한민국의 영화 흥행 기록 9위에 안착했다.

## 수상
제5회 올해의 영화상
- 남우주연상 - 송강호

제9회 맥스무비 최고의 영화상
- 최고의 작품상
- 최고의 감독상 - 양우석
- 최고의 남자배우상 - 송강호
- 최고의 남자조연배우상 - 곽도원
- 최고의 여자조연배우상 - 김영애
- 최고의 남자신인배우상 - 임시완
- 최고의 예고편상

제3회 마리끌레르 영화제
- 루키상 - 임시완

제19회 춘사영화상
- 남우주연상 - 송강호
- 신인감독상 - 양우석

제16회 우디네 극동영화제
- 관객상
- 블랙 드래곤 관객상

제50회 백상예술대상
- 영화부문 대상 - 송강호
- 영화부문 작품상
- 영화부문 신인감독상 - 양우석
- LF 패셔니스타상 - 임시완

제14회 디렉터스 컷 어워드
- 올해의 남자연기자상 - 송강호
- 올해의 신인감독상 - 양우석
- 올해의 제작자상 - 최재원

제23회 부일영화상
- 남우주연상 - 송강호
- 남우조연상 - 곽도원
- 여우조연상 - 김영애
- 부일독자심사단상 - 양우석

제34회 한국영화평론가협회상
- 남우조연상 - 곽도원
- 신인감독상 - 양우석
- 영평 10선

제51회 대종상
- 신인감독상 - 양우석
- 여우조연상 - 김영애
- 시나리오상 - 양우석, 윤현호
- 하나금융그룹 스타상 - 임시완

제35회 청룡영화상
- 최우수작품상
- 남우주연상 - 송강호
- 여우조연상 - 김영애
- 청정원 인기스타상 - 임시완

## 명대사
송우석: "학생과 시민 몇 명이 모여서 책 읽고 토론한게 국보법에 해당하는지, 안 하는지 증인은 도대체 뭘 보고 어떻게 판단했습니까? 판단 근거가 뭡니까?"
차동영: "내가 판단하는게 아니라 국가가 판단합니다!"
송우석: "국가?! 증인이 말하는 국가란 대체 뭡니까?"
차동영: "변호사라는 사람이, 국가가 뭔지 몰라?!"
송우석: "압니다. 너무 잘 알지요. 대한민국 헌법 제1조 2항. 대한민국 주권은 국민에 있고 모든 권력은 국민으로부터 나온다! 국가란 국민입니다! 그런데 증인이야말로! 그 국가를! 아무 법적 근거도 없이! 국가 보안 문제라고 탄압하고! 짓밟았잖소!!! 증인이 말하는 국가는! 이 나라 정권을 강제로 찬탈한, 일부 군인들! 그 사람들 아니야!!